# Adam Sedlmajer
Adam Sedlmajer (* 23. dubna 1987 Neratovice) je český vodní lyžař, vítěz světových her, mistr světa a mistr Evropy.

## Výkony a ocenění
Svými úspěchy navázal po třiceti letech na československého vicemistra světa a čtyřnásobného mistra Evropy Františka Stehna, v meziobdobí zde byli pouze juniorští mistři. To se týká vodního lyžování za motorovým člunem, na MS se však závodilo také ve vodním lyžování na kabelovém vleku a zde získal Michal Černý zlato a bronz v roce 1998.
- 2005: účast na světových hrách v Duisburgu
- 2009: Univerzitní lyžař roku; lyžař roku EAME; Univerzitní Mistr Ameriky v trikách a v kombinaci
- 2011: lyžař roku EAME
- 2009-2012 a 2015: pětinásobný Sportovec roku Mělnicka[2]
- 2013: Evropský rekord v kombinaci (neoficiální)
- 2015: podruhé mistr světa ve vodním lyžování v kombinaci
- 2015: lyžař roku EAME; lyžař roku IWWF
- 2017: Světový rekord v kombinaci
- 2017: první český vítěz světových her ve vodním lyžování[3]

### Závodní výsledky
- 2013: MS, 4. místo v kombinaci